# Pseudophaloe tellina
Pseudophaloe tellina är en fjärilsart som beskrevs av Gustav Weymer 1895. Pseudophaloe tellina ingår i släktet Pseudophaloe och familjen björnspinnare. Inga underarter finns listade.